# Barcelona Dragons (ELF)
Die Barcelona Dragons waren ein American-Football-Team aus Barcelona in Spanien. Das Team spielte von 2021 bis 2024 in der European League of Football (ELF).

## Geschichte

### Saison 2021
Nach der Gründung der European League of Football (ELF) im November 2020 wurde im Dezember bekannt, dass ein spanisches Team mit dem Namen Barcelona Gladiators der ELF beitreten werde. Später entschied man sich für einen Standort südwestlich von Barcelona an der Costa Daurada. Im Februar 2021 gab das Team die Verpflichtung von Adam Rita als erstem Head Coach des Teams bekannt. Der 73-jährige Rita war zuvor bereits als Assistenztrainer im US-amerikanischen College Football sowie als Head Coach in der Canadian Football League (CFL) und bei mehreren europäischen Teams tätig gewesen.
Infolge einer Kooperationsvereinbarung der ELF mit der National Football League (NFL) übernahm das Team im März 2021 den Namen der von 1991 bis 2003 bestehenden Barcelona Dragons aus der NFL Europe (NFLE).
Am 19. Juni 2021 bestritten die Dragons ihr erstes Spiel und unterlagen dabei zuhause den Stuttgart Surge knapp mit 17:21. Nach vier Niederlagen gelang am sechsten Spieltag mit einem 48:16 gegen die Berlin Thunder der erste Sieg. Wide Receiver Jéan Constant wurde als Spieltags-MVP ausgezeichnet. Am achten Spieltag gewann Quarterback Zach Edwards die Auszeichnung als bester Spieler der Woche. Nach einer Niederlage am elften Spieltag war der Einzug in die Play-offs rechnerisch nicht mehr möglich. Die Dragons beendeten die Saison mit einer Bilanz von drei Siegen und sieben Niederlagen.

### Saison 2022
Im März 2022 stellten die Dragons Andrew Weidinger, der von 2008 bis 2018 als Assistenztrainer bei den Atlanta Falcons und den Tampa Bay Buccaneers in der NFL aktiv war, als Head Coach und Offensive Coordinator für die Saison 2022 ein. Obwohl Weidinger die Dragons bis in die Playoffs brachte, gaben das Franchise am 13. September 2022 bekannt, dass sie und Weidinger sich getrennt haben. Neuer Head Coach wurde der bisherige Defensive Coordinator Gabriel „Black“ Sánchez.
Im April 2022 gründeten die Dragons das Nachwuchsprojekt European Football Academy, welches später in die Dragons Academy überführt wurde. Im September 2022 vereinbarten die Dragons Academy und die L’Hospitalet Pioners eine Kooperation: Unter dem Namen Dragons Academy Pioners soll eine gemeinsame Mannschaft in der Nachwuchsliga Liga Nacional Junior starten.

### Saison 2023
Im Mai 2023 gaben die Dragons den Einstieg der Elite Sports Equity bekannt, die 60 % der Anteile der Big Ten Football SL übernimmt. Hinter der Investorengruppe stehen der Technologieunternehmer Jason Robinson, Super-Bowl-XLVIII-MVP Malcolm Smith, Investor Marcelia Freeman und der ehemalige Golfprofi Martin Roache. Die Dragons wechselten in das Stadion Olimpic de Terrassa, im Vergleich zu Reus etwa 100 km näher an Barcelona.
Das Team startete mit zwei Siegen in die Saison. Der neue Quarterback Connor Miller wurde am zweiten Spieltag als Liga-MVP der Woche ausgezeichnet. Danach lief es sportlich immer schlechter für die Dragons. Bis Saisonende gelang kein einziger Sieg mehr, das letzte Spiel in München verlor man mit 0:55. Nach der Saison trat der General Manager Bart Iaccarino von seinem Amt zurück. Ebenso trennten sich die Dragons von Head Coach Gabriel Sánchez.

### Saison 2024
Im November 2023 gaben die Barcelona Dragons mit David Shelton ihren Cheftrainer für die Saison 2024 bekannt. Auch sein Sohn Dominique Shelton wurde als Spieler verpflichtet. Dieser hatte 2022 für die Raiders Tirol und Berlin Thunder gespielt. Als Quarterback wurde Levi Lewis verpflichtet, der 2022 im Kader des NFL-Teams Seattle Seahawks stand. Im März wurde das Estadi Municipal de Badalona als neue Spielstätte vorgestellt.
Einen Tag vor dem siebten Spieltag teilten die Dragons das Ende von Shelton als ihren Head Coach mit. Dies hatte zur Folge, dass bis auf drei Trainer, der übrige Trainerstab ihre Ämter niederlegte und 23 von 53 Spieler sich weigerten zu spielen. Mit einem Halbzeitstand von 0:54 für die Munich Ravens entschieden sich die Dragons dafür, das Spiel abzubrechen. Als Ersatz für Shelton als Head Coach wurde anschließend der Spanier Óscar Calatayud vorgestellt.
Am 4. Dezember 2024 veröffentlichte das Team ein Statement, dass man an einer Weiterführung des Spielbetriebs arbeite. Am selben Tag gab die Liga bekannt, dass die Dragons aus der ELF ausscheiden.

## Stadien
In den Jahren 2021 und 2022 war das Heimstadion der Dragons das 4700 Zuschauer fassende Estadi Municipal de Reus in Reus, einer Stadt rund 110 km südwestlich von Barcelona. In der Saison 2023 wurde das Estadi Olímpic de Terrassa, das frühere Olympia-Hockey-Stadion mit Platz für 11.500 Zuschauern als Heimspielstätte gewählt. Dieses liegt etwa 20 km nordwestlich der Stadt Barcelona.
In der Saison 2024 spielen die Dragons im Estadi Municipal de Badalona. Badalona grenzt direkt an Barcelona an.

## Statistik

### Platzierungen
| Saison | Conference | Platz | Spiele | S  | N  | SQ    | P+  | P−    | Diff | Conf  | Serie       | Postseason                            | Zuschauer Ø |
| ------ | ---------- | ----- | ------ | -- | -- | ----- | --- | ----- | ---- | ----- | ----------- | ------------------------------------- | ----------- |
| 2021   | South      | 3.    | 10     | 3  | 7  | 0,300 | 237 | 277   | 0−40 | 2:4   | 4N–1S–3N–2S | –                                     | 1.163       |
| 2022   | Southern   | 1.    | 12     | 8  | 4  | 0,750 | 364 | 225   | +139 | 5:1   | 5S–2N–3S–2N | HF Niederlage @Vienna Vikings (12-39) | 1.025       |
| 2023   | Central    | 5.    | 12     | 2  | 10 | 0,167 | 199 | 396   | −197 | 2:8   | 2S–10N      | –                                     | 1.081       |
| 2024   | Central    | 5.    | 12     | 2  | 10 | 0,167 | 117 | 557   | –460 | 2:8   | 1S–2N–1S–8N | –                                     | 1.921       |
| Summe  | Summe      | Summe | 46     | 15 | 31 | 0,326 | 917 | 1.455 | −538 | 11:21 |             | Halbfinale: 0–1                       | 1.042       |

(HF: Halbfinale, CG: Championship Game)

### Direkter Vergleich
| Gegner               | erste Begegnung | Regular Season | Regular Season | Regular Season | Regular Season | Regular Season | Regular Season | Regular Season | Play-offs | Play-offs | Play-offs | Play-offs | Play-offs | Höchster Sieg | Höchste Niederlage |
| Gegner               | erste Begegnung | Sp             | S              | N              | SQ             | P+             | P−             | Diff           | S         | N         | P+        | P−        | Diff      | Höchster Sieg | Höchste Niederlage |
| -------------------- | --------------- | -------------- | -------------- | -------------- | -------------- | -------------- | -------------- | -------------- | --------- | --------- | --------- | --------- | --------- | ------------- | ------------------ |
| Berlin Thunder       | 2021            | 2              | 1              | 1              | 0,500          | 51             | 35             | 0+16           |           |           |           |           |           | 48:16 (2021)  | 3:19 (2021)        |
| Cologne Centurions   | 2021            | 4              | 3              | 1              | 0,750          | 143            | 138            | 00+5           |           |           |           |           |           | 37:15 (2022)  | 12:40 (2021)       |
| Frankfurt Galaxy     | 2021            | 2              | 0              | 2              | 0,000          | 36             | 64             | 0−28           |           |           |           |           |           | –             | 22:42 (2021)       |
| Hamburg Sea Devils   | 2021            | 4              | 1              | 3              | 0,250          | 76             | 99             | 0−23           |           |           |           |           |           | 24:21 (2022)  | 14:32 (2021)       |
| Helvetic Guards      | 2023            | 2              | 1              | 1              | 0,500          | 48             | 39             | 00+9           |           |           |           |           |           | 29:17 (2023)  | 19:22 (2023)       |
| Helvetic Mercenaries | 2024            | 2              | 2              | 0              | 1,000          | 37             | 31             | 00+6           |           |           |           |           |           | 23:19 (2024)  | –                  |
| Istanbul Rams        | 2022            | 2              | 1              | 1              | 0,500          | 60             | 29             | 0+31           |           |           |           |           |           | 41:7 (2022)   | 19:22 (2022)       |
| Madrid Bravos        | 2024            | 2              | 0              | 2              | 0,000          | 12             | 96             | 0−84           |           |           |           |           |           | –             | 0:54 (2024)        |
| Milano Seamen        | 2023            | 4              | 1              | 3              | 0,250          | 123            | 150            | 0−27           |           |           |           |           |           | 41:33 (2023)  | 36:57 (2024)       |
| Munich Ravens        | 2023            | 4              | 0              | 4              | 0,000          | 15             | 238            | −223           |           |           |           |           |           | –             | 0:90 (2024)        |
| Paris Musketeers     | 2023            | 2              | 0              | 2              | 0,000          | 15             | 81             | 0−66           |           |           |           |           |           | –             | 9:44 (2023)        |
| Raiders Tirol        | 2023            | 4              | 0              | 4              | 0,000          | 23             | 141            | −118           |           |           |           |           |           | –             | 7:63 (2024)        |
| Rhein Fire           | 2022            | 2              | 2              | 0              | 1,000          | 50             | 36             | 0+14           |           |           |           |           |           | 33:23 (2022)  | –                  |
| Stuttgart Surge      | 2021            | 8              | 3              | 5              | 0,375          | 190            | 241            | 0–51           |           |           |           |           |           | 62:8 (2022)   | 7:71 (2024)        |
| Vienna Vikings       | 2022            | 2              | 0              | 2              | 0,000          | 38             | 51             | 0−13           | 0         | 1         | 12        | 39        | −27       | –             | 12:39 (2022 HF)    |

Stand: 18. August 2024
Legende:
| Spiele       | Siege              | Niederlagen           |
| SQ Siegquote | P+ gemachte Punkte | P− gegnerische Punkte |

## Trainer

### Head Coaches
| # | Name             | Saisons | Regular Season | Regular Season | Regular Season | Regular Season | Play-offs | Play-offs | Play-offs |
| # | Name             | Saisons | Spiele         | S              | N              | Gewonnen%      | Spiele    | S         | N         |
| - | ---------------- | ------- | -------------- | -------------- | -------------- | -------------- | --------- | --------- | --------- |
| 1 | Adam Rita        | 2021    | 10             | 3              | 7              | 0,300          | 0         | 0         | 0         |
| 2 | Andrew Weidinger | 2022    | 12             | 8              | 4              | 0,750          | 1         | 0         | 1         |
| 3 | Gabriel Sánchez  | 2023    | 12             | 2              | 10             | 0,167          | 0         | 0         | 0         |
| 4 | David Shelton    | 2024    | 6              | 2              | 4              | 0,333          | 0         | 0         | 0         |
| 5 | Óscar Calatayud  | 2024    | 6              | 0              | 6              | 0,000          | 0         | 0         | 0         |

## Kader
| Abkürzungen der Spieler-Positionen im American Football | Abkürzungen der Spieler-Positionen im American Football |
| ------------------------------------------------------- | --- |
| Offense                                                 | QB – Quarterback \| RB – Runningback \| FB – Fullback \| TE – Tight End \| E/WR – Wide Receiver \| T – Tackle \| G – Guard \| C – Center |
| Defense                                                 | DT – Defensive Tackle \| DE – Defensive End \| NT – Nose Tackle \| LB – Linebacker \| ILB – Inside Linebacker \| MLB – Middle Linebacker \| OLB – Outside Linebacker \| CB – Cornerback \| NB – Nickelback \| FS – Free Safety \| SS – Strong Safety |
| Special Teams                                           | K – Kicker \| P – Punter \| KS – Kicking Specialist \| KOS – Kickoff Specialist \| LS – Long Snapper \| RS – Return Specialist \| KOR/KR – Kick Returner \| PR – Punt Returner \| PP – Punt Protector                                                |

## Sponsoren und Partner
Die Barcelona Dragons hatten zuletzt mit neun Unternehmen Sponsoring- bzw. Partnerverträge. Dazu gehörten die beiden Getränkehersteller Coca-Cola und die spanische Mahou-San Miguel-Brauerei mit der Marke San Miguel, der Sportausrüster Forelle und die auf die Herstellung physiotherapeutischer Ausrüstung spezialisierten Firmen Reboots und DonJoy.